# Here We Go Again
Here We Go Again ist das zweite Studioalbum von Demi Lovato. Es wurde am 21. Juli 2009 in den USA veröffentlicht. Das Album erreichte Platz 1 der amerikanischen Charts, die gleichnamige Single Platz 15.

## Hintergrund und Entstehung

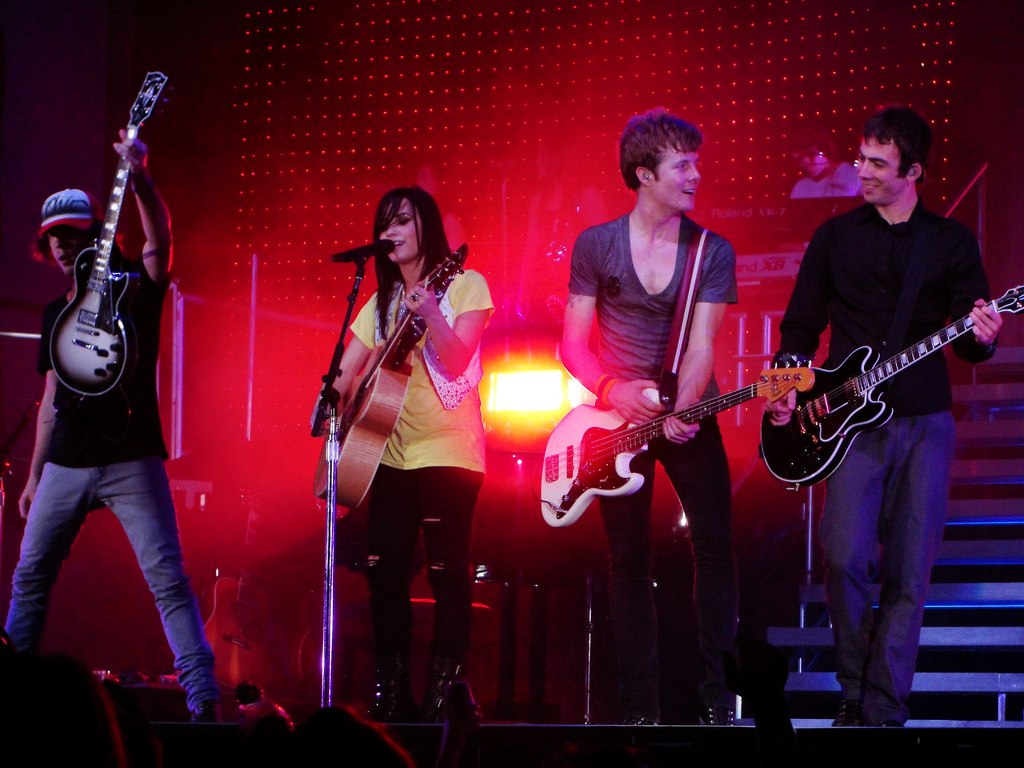
Mike, Demi, Kevin und Drew bei einem Konzert in Ohio im August 2009

Im Mai 2009 begann Lovato, an einem neuen Album zu arbeiten. Einen Monat später, im Juni, waren die Aufnahmen bereits beendet. Einen weiteren Monat später wurde das Album bereits veröffentlicht, so dass die gesamte Entstehung gerade einmal drei Monate dauerte.
Lovato arbeitete mit Musikproduzenten und/oder Songwritern wie Aris Archonitis, Gary Clark, Jeannie Lurie und Anne Preven zusammen, die am Vorgängeralbum nicht beteiligt waren. Der deutsche Musikproduzent Toby Gad arbeitete ebenfalls mit Lovato. Des Weiteren wurde an einigen Songs zusammen mit John Mayer, John McLaughlin und William Beckett geschrieben.

## Musikstil
Während Lovato auf dem Vorgängeralbum Don’t Forget beinahe alle Songs zusammen mit den Jonas Brothers geschrieben hatte, wirkten diese bei der Entstehung des Nachfolgealbums nicht mehr in diesem Maße mit. Stattdessen wurde unter anderem mit John Mayer gearbeitet, was nach eigener Aussagen die Songs des Albums mehr John-Mayer-isch klingen lassen würde. Dieser ist für seinen akustischen Musikstil bekannt. Lovato selbst sagte bereits während der Aufnahmen, dass dieses Album einen anderen Sound haben würde und sich vom rockigen Don’t Forget mehr in Richtung Power-Pop und Synthiepop bewegen würde. Textlich beschäftigt sich das Album mit typischen Teenagerthemen wie zum Beispiel Unabhängigkeit, Liebe und der eigenen Identität.

## Titelliste
Die offizielle Titelliste wurde unter anderem bei allmusic.com veröffentlicht. Die Titelliste wurde mehrmals verändert, die Songs Shut Up And Love Me und For The Love Of A Daughter zum Beispiel sind letztendlich nicht auf dem Album gelandet. For the Love of a Daughter ist nun jedoch auf Lovatos drittem Album Unbroken zu hören. Der Track Love Is The Answer, den Lovato zusammen mit John Mayer schrieb, ist aus unbekannten Gründen auf keiner der beiden Versionen zu finden.
Standard-Version
| #   | Titel                                                              | Songwriting                                        | Produktion                                 | Länge |
| --- | ------------------------------------------------------------------ | -------------------------------------------------- | ------------------------------------------ | ----- |
| 1.  | Here We Go Again                                                   | Isaac Hasson, Lindy Robbins, Mher Filian           | SuperSpy                                   | 3:46  |
| 2.  | Solo                                                               | Scott Cutler, Anne Preven, Demi Lovato             | John Fields                                | 3:15  |
| 3.  | U Got Nothin’ on Me                                                | Isaac Hasson, Mher Filian, Demi Lovato             | SuperSpy                                   | 3:38  |
| 4.  | Falling Over Me                                                    | Jon McLaughlin, Demi Lovato, John Fields           | John Fields                                | 4:06  |
| 5.  | Quiet                                                              | Scott Cutler, Anne Preven, Demi Lovato             | John Fields                                | 2:45  |
| 6.  | Catch Me                                                           | Demi Lovato                                        | John Fields                                | 3:10  |
| 7.  | Every Time You Lie                                                 | Jon McLaughlin, John Fields, Demi Lovato           | John Fields                                | 3:49  |
| 8.  | Got Dynamite                                                       | Gary Clark, E. Kidd Bogart, Victoria Horn          | Gary Clark                                 | 3:25  |
| 9.  | Stop the World                                                     | Nick Jonas, Demi Lovato, P. J. Bianco              | John Fields                                | 3:34  |
| 10. | World of Chances                                                   | John Mayer, Demi Lovato                            | John Fields                                | 2:51  |
| 11. | Remember December                                                  | John Fields, Demi Lovato, Anne Preven              | John Fields                                | 3:12  |
| 12. | Everything You’re Not                                              | Toby Gad, Lindy Robbins, Demi Lovato               | John Fields                                | 3:43  |
|     | Bonus-Tracks                                                       |                                                    |                                            |       |
| 13. | Gift of a Friend                                                   | Adam Watts, Andy Dodd, Demi Lovato                 | Andy Dodd & Adam Watts                     | 3:26  |
| 14. | So Far, So Great (From the Original TV Series Sonny with a Chance) | Aris Archontis, Chen Neeman, Jeannie Lurie         | Aris Archontis, Chen Neeman, Jeannie Lurie | 2:15  |
|     | European-Bonus-Tracks                                              |                                                    |                                            |       |
| 15. | Don’t Forget                                                       | Demi Lovato, Nick Jonas, Joe Jonas, Kevin Jonas II | John Fields, Jonas Brothers                | 3:16  |
| 16. | La La Land                                                         | Demi Lovato, Nick Jonas, Joe Jonas, Kevin Jonas II | John Fields, Jonas Brothers                | 3:43  |

Special-Edition
Außerdem wurde eine sogenannte Special-Edition exklusiv in Brasilien und Kolumbien veröffentlicht. Diese enthält die Standard-Version sowie eine Live-DVD, aufgezeichnet bei einem Konzert in der Londoner Wembley-Arena. Mithilfe dieser Special-Edition wollte man die Südamerika-Tour bewerben.
- Standard-Version
- Live-DVD

1. La La Land
2. Get Back
3. Don’t Forget
4. Here We Go Again
5. Trainwreck
6. Until You're Mine
7. Two Worlds Collide
8. Remember December
9. Party

## Veröffentlichung und Promotion
Das Album wurde in Amerika am 21. Juli 2009 mit 14 Songs bei Hollywood Records veröffentlicht. In Deutschland erschien es am 16. Oktober desselben Jahres mit 16 Songs. Don’t Forget und La La Land sind nicht auf der amerikanischen Version des Albums, aber bereits auf dem ersten Longplayer der Sängerin, Don’t Forget.
Promotet wurde das Album unter anderem bei Radio Disney. Der Radiosender spielte vom 16. Juli 2009 an immer wieder Songs des Albums, so dass am 18. Juli alle Titel des Albums gespielt worden waren. Am nächsten Tag fand dann eine Wiederholung der Songs statt.
Im Januar und Februar 2010 war Lovato bei der The Alan Titchmarch Show, Blue Peter und Freshly Squeezed zu Gast, um den Song Remember December zu bewerben.
Außerdem ging Lovato auf Tour. Die Demi Lovato Summer Tour 2009 ging vom 21. Juni 2009 bis zum 28. Mai 2010 und enthielt Konzerte in Amerika, England, Chile, Kolumbien und Brasilien.
| Land               | Datum             | Label                 |
| ------------------ | ----------------- | --------------------- |
| Vereinigte Staaten | 21. Juli 2009     | Hollywood Records     |
| Kanada             | 21. Juli 2009     | Hollywood Records     |
| Großbritannien     | 5. Oktober 2009   | Polydor Records       |
| Italien            | 15. Oktober 2009  | Hollywood Records     |
| Deutschland        | 16. Oktober 2009  | Universal Music Group |
| Spanien            | 24. November 2009 | Universal Music Group |

## Veröffentlichte Singles

### Here We Go Again
Der Song Here We Go Again wurde am 23. Juni 2009 als Download veröffentlicht. Vorab spielte der Radiosender Radio Disney das Lied seit dem 17. Juni. Der Song erreichte Platz 15 der amerikanischen Billboard-Charts. Insgesamt hielt sich der Song 7 Wochen in den Charts. Der Song war bis zur Veröffentlichung von Skyscraper im Jahr 2011 die erfolgreichste Solo-Single Lovatos.
Das Musikvideo zum Song wurde am 8. Juni 2009 unter der Regie von Brendan Malloy und Tim Wheeler gedreht und am 26. Juni erstmals auf dem Disney Channel gezeigt. Fans von Lovato hatten die Möglichkeit, im Video mitzuspielen.

### Remember December
Remember December war die zweite Singleauskopplung und wurde am 18. Januar 2010 unter anderem in Großbritannien veröffentlicht. Im Gegensatz zu Here We Go Again wurde Remember December nicht nur als Download, sondern auch auf CD veröffentlicht. Der Song erreichte keine nennenswerten Chartplatzierungen, abgesehen von Platz 80 in den englischen Single-Charts.
Das Musikvideo wurde am 12. November 2009 erstmals gezeigt, Tim Wheeler führte Regie.

### Chartplatzierungen der Singles
| Jahr | Titel Album                        | Höchstplatzierung, Gesamtwochen, AuszeichnungChartplatzierungen (Jahr, Titel, Album, Platzierungen, Wochen, Auszeichnungen, Anmerkungen) | Höchstplatzierung, Gesamtwochen, AuszeichnungChartplatzierungen (Jahr, Titel, Album, Platzierungen, Wochen, Auszeichnungen, Anmerkungen) | Anmerkungen                                               |
| Jahr | Titel Album                        | UK | US | Anmerkungen                                               |
| ---- | ---------------------------------- | --- | --- | --------------------------------------------------------- |
| 2009 | Here We Go Again                   | — | US15 (9 Wo.)US | Erstveröffentlichung: 23. Juni 2009 Verkäufe: + 1.000.000 |
| 2010 | Remember December Here We Go Again | UK80 (1 Wo.)UK | — | Erstveröffentlichung: 18. Januar 2010                     |

## Erfolg
Das Album erreichte mit ca. 108.000 Verkäufen in der ersten Woche Platz 1 der amerikanischen Billboard-Charts. Bis September 2011 verkaufte es sich rund 450.000 Mal in Amerika. Insgesamt war das Album 24 Wochen in den amerikanischen Charts. In Kanada platzierte es sich auf Platz 5, in den Charts blieb es fünf Wochen. In Deutschland und Europa allgemein erreichte das Album keine höheren Platzierungen in den Charts, abgesehen von Griechenland, wo es sich auf Rang 5 platzieren konnte.
| ChartsChartplatzierungen       | Höchstplatzierung | Wochen |
| ------------------------------ | ----------------- | ------ |
| Vereinigte Staaten (Billboard) | 1 (24 Wo.)        | 24     |

## Kritiken
Das Album bekam im Allgemeinen durchschnittliche bis gute Kritiken. Der Kritikenaggregator Metacritic gab dem Album 65 von 100 möglichen Punkten. Stephen Thomas Erlewine von Allmusic bewertete die CD mit 3,5 von 5 Sternen und war der Meinung, dass die Songs perfekt zu Lovatos öffentlichem Erscheinungsbild passen. Kerri Mason von Billboard lobte das Album dafür, dass es sich nicht so sehr wie ein typisches "Disney-Album" anhört und nannte Lovato ein natürliches Talent, das wirklich aus dem Disney-Image "fliehen" könnte, wenn es aus ebendiesem herausgewachsen ist. Entertainment Weekly bewertete das Album mit B- und lobte Tracks wie zum Beispiel Got Dynamite, welche man Vorschläge für eine Richtung nannte, die sie in den kommenden Jahren von der Menge abheben könnte. In einer durchschnittlichen Kritik von PopMatters bezeichnete man Lovato als Möchtegern-Kelly Clarkson und verglich als Beweis Remember December und Clarksons Song My December. Man gab dem Album 5 von 10 Sternen.

## Auszeichnungen und Nominierungen
Lovato wurde für ihr zweites Album für folgende Awards nominiert:
| Tabellarische Übersicht der Auszeichnungen und Nominierungen | Tabellarische Übersicht der Auszeichnungen und Nominierungen | Tabellarische Übersicht der Auszeichnungen und Nominierungen | Tabellarische Übersicht der Auszeichnungen und Nominierungen | Tabellarische Übersicht der Auszeichnungen und Nominierungen |
| Jahr                                                         | Auszeichnung                                                 | Für                                                          | Kategorie                                                    | Resultat                                                     |
| ------------------------------------------------------------ | ------------------------------------------------------------ | ------------------------------------------------------------ | ------------------------------------------------------------ | ------------------------------------------------------------ |
| 2010                                                         | Teen Choice Awards                                           | Sie selbst                                                   | Choice Music Breakout Artist: Female                         | Nominiert                                                    |
| 2010                                                         | Teen Choice Awards                                           | Here We Go Again                                             | Choice Music Album: Pop                                      | Nominiert                                                    |
| 2010                                                         | Teen Choice Awards                                           | Catch Me                                                     | Choice Music Love Song                                       | Nominiert                                                    |